# Фелонія
Фелонія — поняття в англосаксонській системі права, що означає злочин.

За ступенем суспільної небезпеки знаходиться між проступком та державною зрадою.

## Історія терміна
Слово фелонія походить від старофранцузького felonie — «зло, зрада, злочин, гріх».
Спочатку термін з'явився в Англії в XIV столітті в часи феодалізма і означав якийсь вчинок, що завдавав шкоди честі, скоєний васалом по відношенню до сеньйору або навпаки — сеньйором по відношенню до васалу. У той час злочин проти честі був серйозним злочином і карався позбавленням феод, або переходом васала з його феодом у безпосередню залежність від вищого сеньйора. У сучасному значенні цей термін зберіг значення серйозного злочину.

## Сучасне вживання
У своїй сучасній інтерпретації, що присутня в законодавстві США (а до недавнього часу  також Великобританії, Австралії, Ірландії і Канада), фелонія означає злочин, більш важкий, ніж провина (місдімінор англ. misdemeanour). Зокрема, фелонією вважається державна зрада. Деякі правопорушення, наприклад, несплата податку, залежно від ступеня тяжкості, кваліфікуються або як фелонія, або як місдімінор.
Відмінності між фелонією і місдімінором в американському законодавстві приблизно відповідають відмінностям між злочинм і порушенням у російському праві, але є й особливості. Головна особливість полягає в тому, що за місдімінор у США можуть призначити не лише штраф, а й у деяких випадках позбавлення волі (але максимальний термін не повинен перевищувати одного року). У російському праві за деякі види адміністративних правопорушень також передбачено позбавлення волі — адміністративний арешт строком до 30 діб.